# Rocca d'Olgisio
La Rocca d'Olgisio è un complesso fortificato posto su una rupe scoscesa sullo spartiacque tra la val Tidone e la val Chiarone nel comune italiano di Pianello Val Tidone, in provincia di Piacenza.
Il castello, parte dell'Associazione dei Castelli del Ducato di Parma, Piacenza e Pontremoli, è situato su un ripido crinale a 564 m s.l.m. di altezza che, in una zona appenninica caratterizzata da cime di altezza non particolarmente elevata, permette una vista panoramica sulla pianura Padana e le vallate circostanti.

## Storia
La zona dove sorge la fortificazione fu abitata già durante le età del bronzo e del ferro, come testimoniato da alcuni ritrovamenti fatti all'interno delle grotte situate nei pressi della costruzione.
L'origine leggendaria del castello risalirebbe al VI secolo, intorno al 550, periodo in cui esso sarebbe stato costruito da un certo Giovannato Miles, probabilmente originario del genovesato, le cui figlie Liberata e Faustina, cresciute secondo la tradizione cristiana da parte del loro precettore Marcello, fuggirono dal castello, con l'aiuto dello stesso Marcello, rifugiandosi a Como, dove fondarono il monastero di Sant'Ambrogio, per evitare di adempiere ai desideri del padre che le avrebbe volute sposate per dare continuità al proprio casato. A Como le due religiose compirono alcuni atti miracolosi e riuscirono a riconquistare l'appoggio paterno il quale, dopo un'iniziale contrarietà, destinò parte dei suoi beni alla costruzione del monastero. Faustina e Liberata vennero canonizzate dopo la morte diventando Santa Faustina e Santa Liberata di Como.

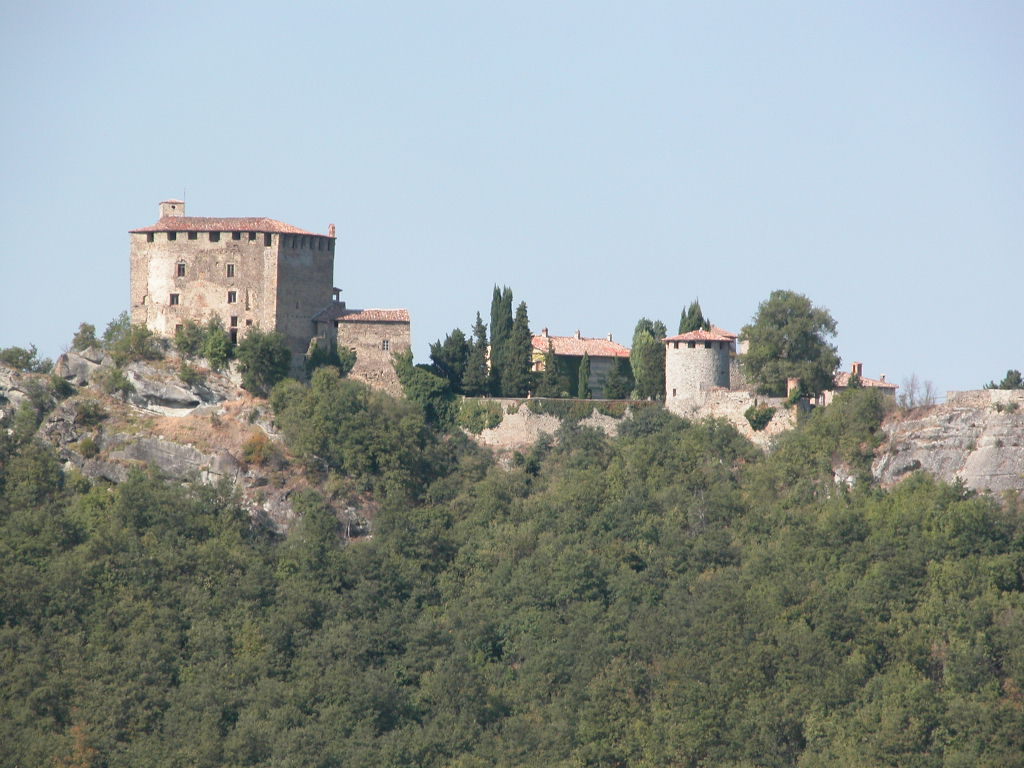
La rocca d'Olgisio vista dall'esterno

Le prime notizie certe riguardo all'esistenza del Castrum Olzisij risalgono al 1037, secondo altre fonti 1073, quando Giovanni, canonico nella cattedrale di Piacenza, ne cedette la proprietà ai monaci di San Savino di Piacenza. Nel 1296 il castello venne venduto a Uberto Campremoldo e Raimondo Petraia. Successivamente nacque un contrasto sulla proprietà dell'edificio tra il Petraia e Giacomo Volpe Landi; la disputa fu risolta infine a favore di Alberto Della Rocca, a cui il castello venne ceduto dal Campremoldo.
Nel 1325 fu Pietro Radati a cedere il maniero a Bartolomeo Fontana dietro il pagamento di una somma di 1 100 fiorini. Nel 1326 la rocca venne posta sotto assedio da parte delle truppe guidate da alcuni nobili in rotta da Piacenza, tra cui spiccavano Manfredo Landi, Francesco Volpe Landi e Corradino Malaspina; nonostante il supporto offerto da una coppia di soldati pontifici di stanza nella rocca, l'assedio non andò a buon fine: infatti alcuni ufficiali dell'esercito papale di stanza a Piacenza vennero informati e inviarono in soccorso della rocca un contingente composta da un migliaio di uomini al comando di Azzotto Del Balzo che costrinsero alla fuga gli assalitori; due di questi Calcagno e Rodolfo furono invece arrestati e portati a Piacenza dove vennero torturati e condannati a morte venendo poi sepolti vivi.

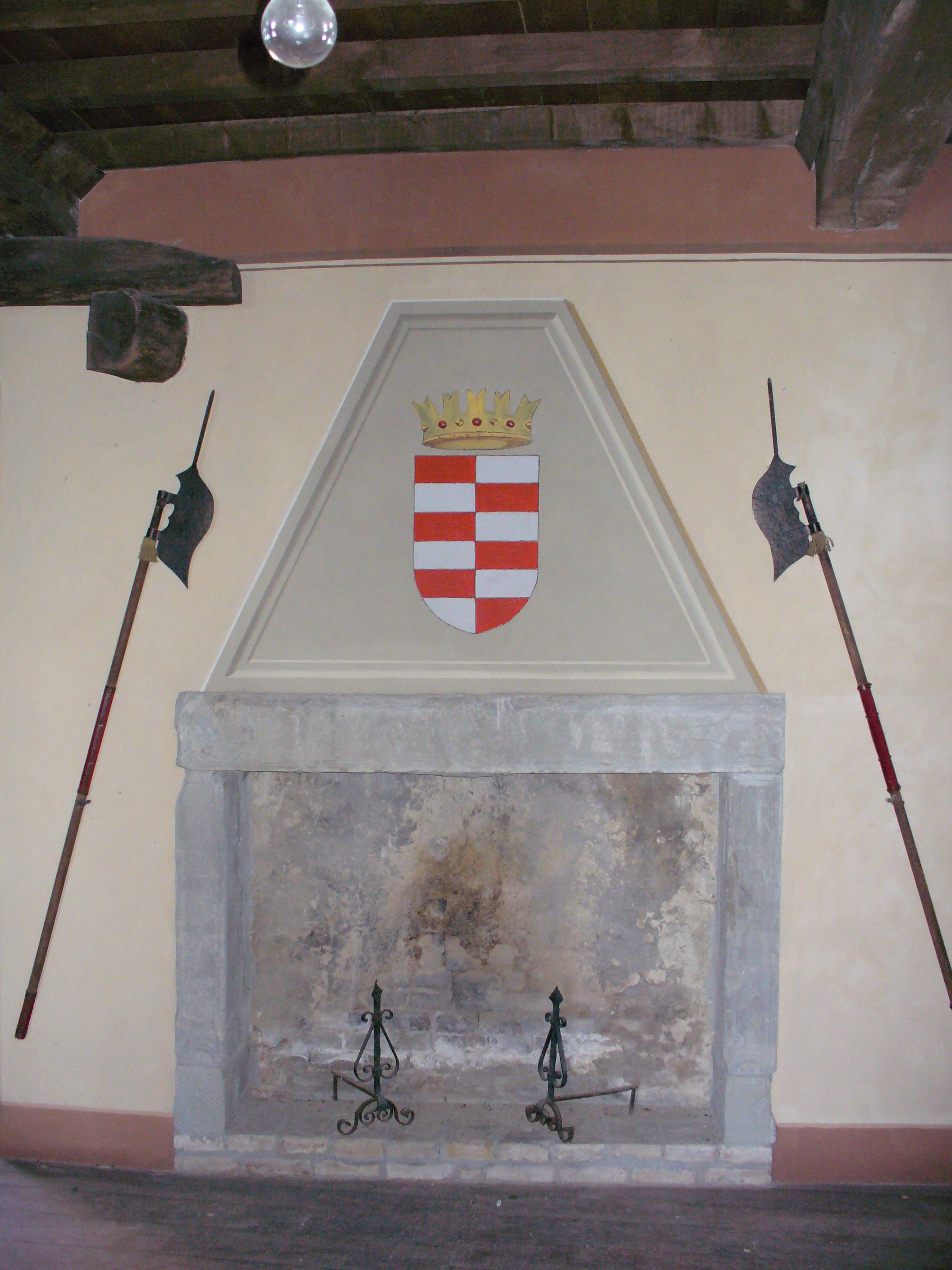
Particolare dell'interno

Nel 1352 la rocca d'Olgisio entrò a far parte delle proprietà di Bernabò Visconti. Rimasto tra i beni della famiglia Visconti, il castello, così come il feudo in cui era inserito, venne concesso da parte di Gian Galeazzo Visconti a Jacopo Dal Verme, capitano dell'esercito visconteo, nel 1378. Nel 1408 Filippo Arcelli riuscì a prendere possesso del castello, che, però, venne, successivamente riconcesso alla famiglia Dal Verme da parte di Filippo Maria Visconti.
I Dal Verme, conti di Bobbio, Voghera e Val Tidone, mantennero la proprietà della rocca ininterrottamente fino al 1485 quando il conte Pietro Dal Verme, il quale nel 1478 era riuscito a salvarsi dall'incendio che aveva colpito il maniero danneggiandolo gravemente, morì avvelenato, probabilmente su ordine del duca di Milano Ludovico il Moro, il quale concesse il feudo e il castello al proprio genero, Galeazzo Sanseverino. All'inizio del XVI secolo il re di Francia Luigi XII concesse il castello a Bernardino da Corte come ringraziamento per avergli consegnato il castello Sforzesco di Milano. La signoria di Bernardino, tuttavia, fu brevissima a causa della sua successiva morte per avvelenamento. Ritornato in possesso dei Dal Verme, il castello fu assediato dai francesi che avevano occupato l'intero territorio del Ducato di Milano e ai quali i Dal Verme si erano rifiutati di riconoscere la sovranità sul territorio. L'assedio, guidato da Galeazzo Sanseverino e, poi, dal fratello Giulio, si protrasse per più di un anno terminando con la conquista del forte da parte dei francesi grazie al tradimento di alcuni ufficiali di guardia.
Con la fine dell'occupazione francese, la famiglia Dal Verme rientrò nella rocca nel 1521, anno in cui il conte Federico Dal Verme la ricomprò per una somma di 6 000 ducati da un certo Martinengo, che gestiva il complesso in assenza dei Sanseverino. La famiglia Dal Verme mantenne la disponibilità della rocca fino all'estinzione del ramo famigliare, avvenuta verso la metà del XIX secolo, in seguito alla quale l'edificio passò a Giulio Zileri che aveva sposato l'ultima erede della casata, Lucrezia Dal Verme. Successivamente, il castello attraversò diversi passaggi di proprietà durante i quali l'arredamento interno andò completamente perso. Secondo altre fonti, invece, l'edificio venne acquistato durante il Settecento dal tenente Cassio, membro del corpo di guardia parmense, i cui eredi vendettero negli anni successivi tutto il mobilio prima che il conte Camillio Zilieri riuscisse ad acquistare l'edificio, ormai spoglio, ad un'asta.
Durante la seconda guerra mondiale, nell'ambito della resistenza partigiana, fu sede di un comando della II divisione partigiana di Piacenza; per questo motivo la rocca venne attaccata in due occasioni da parte delle truppe tedesche: nella prima i partigiani guidati da Giovanni Lazzetti, detto il Ballonaio, furono in grado di respingere l'assalto, mentre nella seconda le truppe tedesche riuscirono a occupare il castello, causando ingenti danni, tra cui il crollo di alcune parti in muratura.
Dopo diversi trasferimenti di proprietà, nel 1979 la rocca venne acquistata dalla famiglia Bengalli, che negli anni successivi ha provveduto a effettuare diversi lavori di ristrutturazione e ripristino dell'edificio.

## Struttura

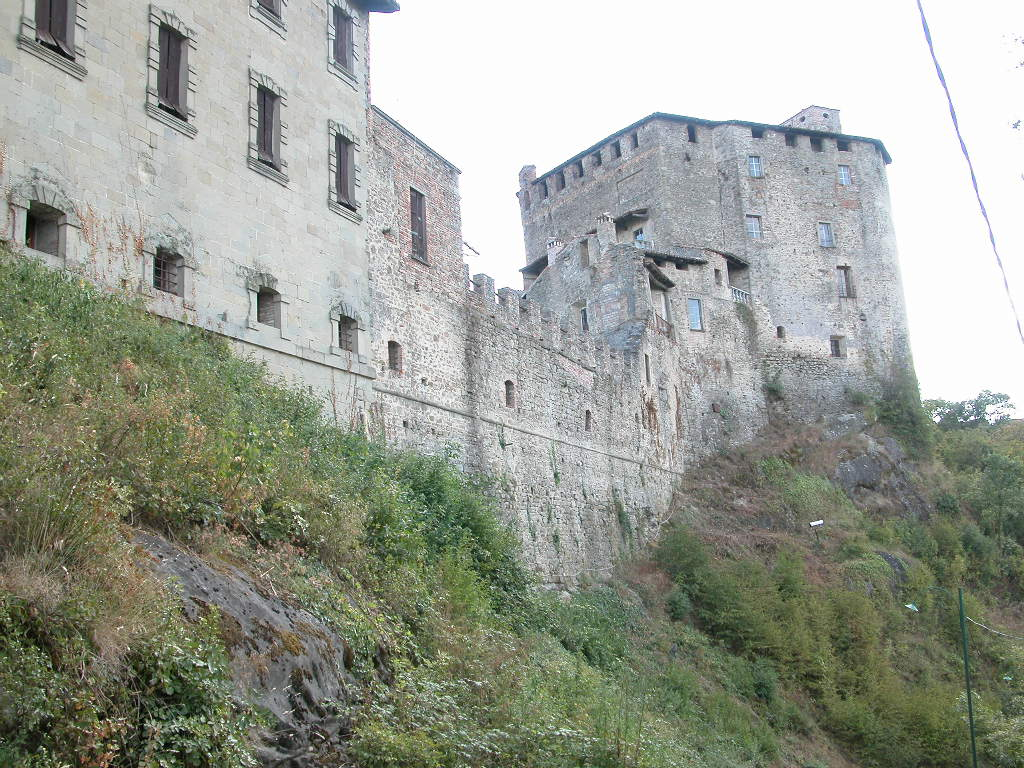
Il mastio

La rocca è edificata su uno sperone di roccia e presenta una struttura caratterizzata da una pianta di forma irregolare a cui si accede tramite l'ingresso, posto sul lato nord dell'edificio e raggiungibile mediante una strada dominata dalla presenza di blocchi di granito. La costruzione è delimitata da un totale di sei ordini di cinte murarie, di cui tre posti a guardia del versante meridionale, caratterizzato dalla presenza di un declivio meno ripido e, quindi, più agevole da scalare. All'interno di ognuna delle tre cinte sono presenti diverse costruzioni, nonché varie cortine.
Al di sopra dell'entrata del terzo ordine murario, la quale permette di accedere direttamente al cortile interno, si trova un arco bugnato decorato con un dipinto che rappresenta l'immagine di un Santo. L'ingresso, che riporta scritto sullo stipite interno il motto latino Arx impavida, traducibile in italiano come fortezza impavida oppure fortezza che nulla teme, era originariamente dotato di ponte levatoio, di cui restano solo gli incastri, e di un'inferriata a saracinesca, andata perduta.
Nel cortile si trova un pozzo, profondo circa 50 m, decorato con rappresentazioni scolpite di episodi mitici e leggendari; secondo la leggenda a circa metà del condotto si aprirebbe un passaggio utilizzabile per fuggire dal castello in caso di pericoli e assedi. Dal lato opposto del cortile, sul fronte occidentale, sono presenti diversi corpi di fabbrica, tra cui spicca l'oratorio dedicato a Santa Faustina e Santa Liberata e il mastio, caratterizzato da una pianta di forma rettangolare su cui si innesta la torre della campana, la quale, originariamente più alta, venne fatta notevolmente abbassare nei primi anni del XIX secolo in modo che non potesse venire utilizzata come segnale per indire raduni antinapoleonici. Diversi elementi decorativi, come la balaustra sorretta da 13 mascheroni, alcuni affreschi e lo scalone, risalgono agli ultimi anni del XVI secolo quando furono eseguito lavori di ingentilimento per volontà del cardinale Jacopo Dal Verme III.

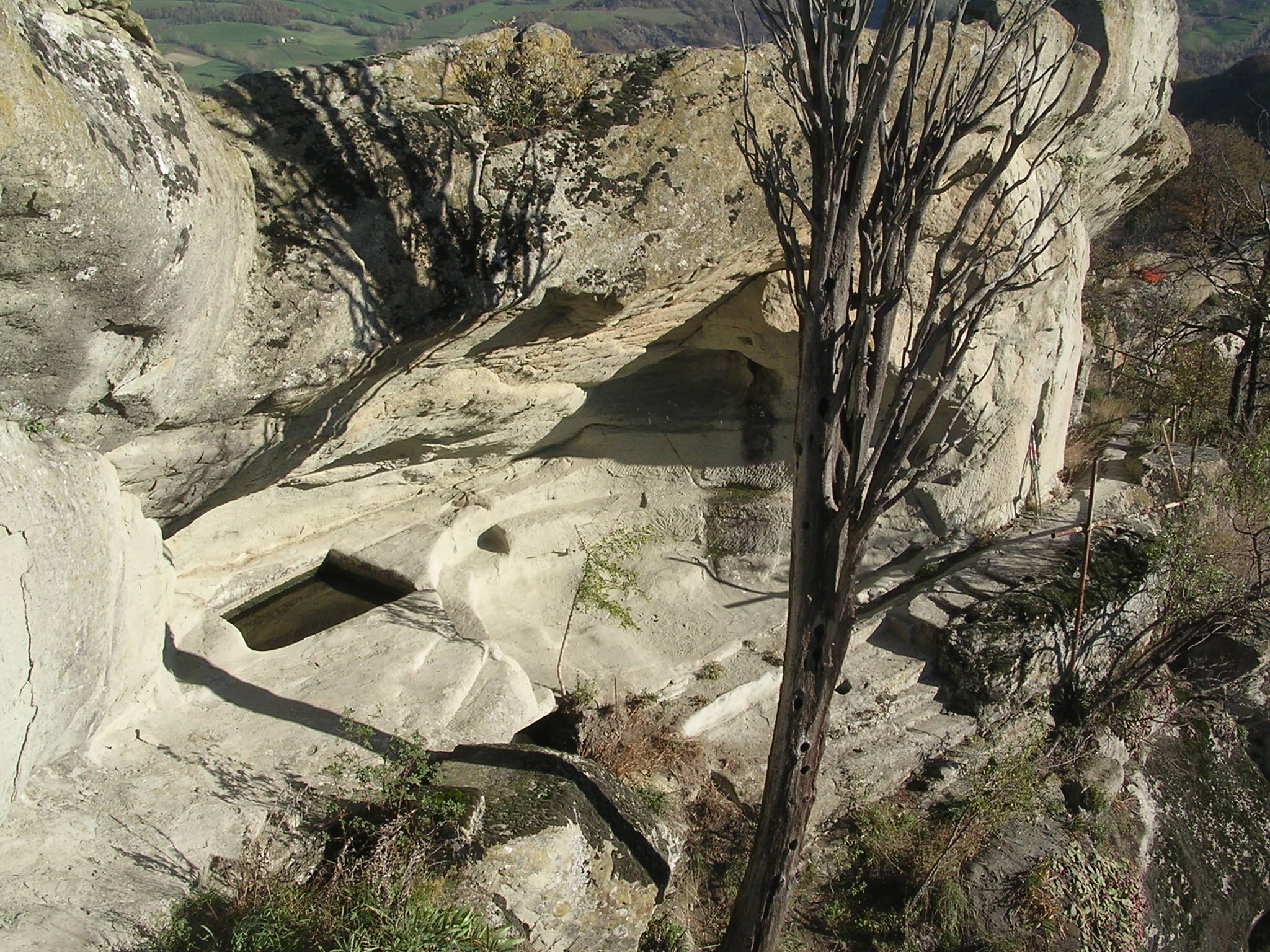
La grotta della goccia

All'esterno del complesso, poco oltre la cinta muraria più esterna, sono presenti alcune grotte naturali all'interno delle quali sono stati trovate tracce di insediamenti preistorici. Una delle grotte, il cui accesso è possibile tramite una scalinata affiancata, sui due lati, da sedili litici la cui conformazione fa pensare ad una realizzazione umana, è legata alla presenza delle sante Faustina e Liberata che, secondo la leggenda, vi si recavano a pregare: la grotta presenta al proprio interno alcuni gradini e una formazione in materiale pietroso dotata ai propri piedi di un incavo che poteva verosimilmente fungere da altare sacrificale, mentre su di una parete è presente la scritta ADE in caratteri stilizzati.
Un'altra grotta, detta del cipresso, oppure della goccia, presenta una vasca scavata nella roccia in cui si deposita l'acqua che penetra all'interno della grotta dalle fessure nella pietra; secondo la leggenda la grotta veniva utilizzata per condannare a morte delle persone che, opportunamente legate subita il lentissimo sfondamento del cranio da parte delle goccioline d'acqua che vi cadevano addosso regolarmente, la veridicità di questa leggenda sembra essere confutata dalla totale assenza di tracce di catene per impedire la fuga dei condannati. La grotta nera presenta, oltre a diverse tracce preistoriche, una volta annerita, da cui prende il nome, probabilmente a causa del fumo generato dall'accensione di focolari. Infine, la grotta dei coscritti venne utilizzata come rifugio dai ragazzi che fuggivano alla leva obbligatoria durante il regno d'Italia napoleonico.

## Ambiente
L'area nei pressi della rocca fa parte del sito SIC ZSC delle rupi di Rocca d'Olgisio, una zona che presenta caratteristiche naturalistiche diverse da ogni altro luogo a livello provinciale, infatti il terreno arenaceo particolarmente atto all'erosione e l'esposizione verso meridione rendono la zona piuttosto arida favorendo la presenza di specie termofile. Tra le specie più particolari si distinguono il fico d'India nano, lo zafferanastro giallo, oltre a specie tipicamente mediterranee come la ballerina e il corbezzolo, oltre a essenze diffuse sull'alto Appennino come l'aquilegia scura, l'Armeria arenaria e la Saxifraga paniculata.